# Город с утра до полуночи
«Го́род с утра́ до полу́ночи» — Кинофильм 1976 года. Художественный руководитель — Марлен Хуциев. В фильме очень много натурных съёмок Одессы второй половины 70-х годов XX века.
Премьера фильма состоялась 12 октября 1977 года.

## Сюжет
Фильм состоит из нескольких киноновелл, в которых рассказывается об одном летнем (24 июля) дне из жизни простых людей, живущих в крупном порто́вом городе.

## В ролях
- Александр Вдовин — сержант милиции
- Николай Волков — художник
- Лев Дуров —  Анатолий Борисович, инженер-судостроитель
- Анна Антоненко-Луконина — Вера Васильевна, жена Анатолия Борисовича
- Евгений Горюнов — Работник порта
- Юрий Катин-Ярцев — врач
- Сергей Сазонтьев — Виктор Михайлович Григорьев, архитектор
- Павел Иванов — Кадочкин, коллега Григорьева
- Семён Крупник — отец у роддома
- Юрий Мажуга — Мэр
- Татьяна Рогозина — Люба Иваненко, маляр
- Андрей Мартынов — отец мальчика
- Ирина Терещенко — мать мальчика
- Георгий Мартынюк — Сергей Филиппович, отец 16-летнего Жени
- Таисия Мороз — Марина Романовна, мать 16-летнего Жени
- Лев Круглый — Лёня
- Евгений Герчаков — прохожий с животными
- Владимир Глухой — посетитель прачечной
- Людмила Иванилова —  Таня, посетительница прачечной
- Николай Рушковский — фронтовик
- Евгений Горюнов — боцман Антоненко, однополчанин
- Вадим Олейник — Серёжа
- Сергей Кустов — отец Серёжи
- Людмила Ларионова — мать Серёжи

## Съёмочная группа
- Авторы сценария: Лев Аркадьев, Феликс Миронер
- Режиссёр-постановщик: Анатолий Васильев
- Режиссёры: В. Котюков, Е. Белецкий
- Оператор-постановщик: Фёдор Сильченко
- Оператор: Ю. Романовский
- Звукооператор: И. Скиндер
- Композитор: Евгений Геворгян
- Художник-постановщик: Муза Панаева
- Костюмы: Н. Городецкой
- Грим: З. Губиной
- Ассистенты: 
режиссёра — А. Беляков, В. Левин, Н. Криворуков  
оператора — С. Тодоров
- Монтаж: Этны Майской
- Симфонический оркестр Госкино СССР 
дирижёр — М. Нерсесян
- Редактор: Н. Рысюкова
- Консультант: Т. Овчаренко
- Директор: Г. Фёдоров

### Комментарии
1. ↑  События также 24 июля, но 2010 года вошли в фильм «Жизнь за один день»